# Morris West
Morris Langlo West (St Kilda, Australia, 26 de abril de 1916-Sídney, 9 de octubre de 1999) fue un novelista y dramaturgo australiano, conocido por sus novelas El abogado del diablo (1959), Las sandalias del pescador (1963) y Los bufones de Dios (1981). Sus libros se publicaron en 27 idiomas y vendieron más de 60 millones de copias en todo el mundo. Cada nuevo libro que escribió después de convertirse en un escritor consagrado vendió más de un millón de copias. Muchas de sus historias se han llevado al cine. En ocasiones utilizó el seudónimo de Julian Morris,

## Biografía
West nació en St Kilda, Victoria , hijo de un comerciante. Debido al gran tamaño de su familia, fue enviado a vivir con sus abuelos. Asistió al Christian Brothers College, St Kilda , donde recibió el premio Dux de manos del arzobispo Daniel Mannix en 1929.
A la edad de 14 años, West ingresó en la comunidad de la Congregación de los Hermanos Cristianos en St Patricks en Strathfield, Sydney, "como una especie de refugio" de una infancia difícil.
En 1934 comenzó a enseñar en la escuela primaria St Thomas, Lewisham, viviendo en esa comunidad hasta 1936. Enseñó en escuelas de Tasmania y Nueva Gales del Sur entre 1937 y 1939, mientras también estudiaba en la Universidad de Tasmania. 
Pasó doce años en un monasterio de los Hermanos Cristianos, llegando a tomar los votos anuales, aunque sin realizar los votos definitivos. Trabajó en el Servicio de Inteligencia durante la Segunda Guerra Mundial.
En abril de 1941, West se alistó en la Real Fuerza Aérea Australiana. Fue nombrado teniente y trabajó como oficial de cifrado, siendo finalmente destinado a Gladesville, Nueva Gales del Sur, en 1944. Fue enviado desde la RAAF para trabajar durante un tiempo para Billy Hughes , ex primer ministro australiano.
Dejó Australia en 1955 y vivió en Austria, Italia, Inglaterra y los Estados Unidos. Volvió a Australia en 1980.

## Trayectoria
Su primera novela publicada, Moon in My Pocket , salió a la luz en 1945 bajo el seudónimo de "Julian Morris". La escribió mientras estaba en la fuerza aérea. Fue publicada por la Australasian Publishing Company, una sucursal de la Harrap's Publishing Company en Londres, y vendió más de 10.000 copias. 
West trabajó como director de publicidad en la emisora de radio 3DB de Melbourne. Luego se dedicó al radioteatro y fundó su propia productora de radio, ARP, que funcionó entre 1945 y 1954. Durante los siguientes diez años se concentró en escribir, dirigir y producir obras de teatro y seriales para radio. Entre sus obras radiofónicas se incluyen La máscara de Marius Melville (1945), Se levanta el telón (1946),  Los asuntos de Arlequín (1951), El príncipe de la paz (c. 1951), Cuando una chica se casa (1952),  La isla encantada (1952), Trompetas en el amanecer (c. 1953-54) y Génesis en Juddsville (c. 1955-56).
La carga de trabajo que le suponía su trabajo y una crisis en su relación conyugal provocaron que West sufriera una crisis nerviosa. Finalmente, vendió su empresa para dedicarse por completo a escribir.
La primera novela de West publicada bajo su propio nombre fue Gallows on the Sand (1955), escrita en siete días. Le siguió Kundu (1956), una aventura en Nueva Guinea escrita en tres semanas. También escribió una obra de teatro, The Illusionists (1955).
West se mudó a Europa con su familia. Su tercera novela fue The Big Story (1957), que luego fue llevada al cine como The Crooked Road (1965).

Un viaje a Nápoles le permitió conocer al padre Borrelli, que trabajaba con los chicos de la calle de Nápoles. Esto dio lugar al libro de no ficción Children of the Sun (1957), que fue el primer éxito internacional de West.  Según un perfil posterior del autor:
Con esta obra, West no sólo encontró su camino como escritor, sino que descubrió el tema que sustentaría casi todos sus libros posteriores: la naturaleza y el abuso del poder. De las 18 novelas que escribió después de 1957, 15 tratan sobre este tema. Este descubrimiento fue particularmente feliz para West porque se adaptaba admirablemente a su talento. Se puede hacer una comparación interesante con David Williamson , otro escritor de quien no se puede esperar un pensamiento profundo ni percepciones significativas. Lo que tienen en común es un ojo agudo para el mundo real que los rodea. Al dar cuerpo a lo parcialmente familiar, le dan un sentido perceptivo, demostrando en el proceso que la inquietud y la sospecha generales que siente la gente común sobre muchos aspectos de la vida contemporánea están bien fundadas. West iba a demostrar que podía identificar estas preocupaciones con considerable agudeza. 
Escribió The Second Victory (1958) (también conocida como Backlash y posteriormente filmada) y bajo el seudónimo de "Michael East" escribió McCreary Moves In (1958) también conocida como The Concubine.

### Éxitos de ventas
La primera novela de West que alcanzó el éxito de ventas fue El abogado del diablo (1959), que escribió durante dos años.  Vendió los derechos cinematográficos por 250.000 dólares y fue adaptada en una obra de teatro y más tarde en una película.  West dijo más tarde que la novela le hizo ganar varios millones de dólares.
Escribió otra novela de "Michael East", The Naked Country (1960), que fue filmada en la década de 1980. Daughter of Silence (1961) también fue adaptada a una obra de teatro.
Durante este tiempo fue corresponsal en el Vaticano del Daily Mail de 1956 a 1963.  Su hijo, C. Chris O'Hanlon, dijo que pasó sus primeros 12 cumpleaños en 12 países diferentes.
Las sandalias del pescador (1963) fue un gran éxito, vendiendo más de seis millones de copias y fue llevada al cine.
A continuación escribió The Ambassador (1965), The Tower of Babel (1968), Summer of the Red Wolf (1971) y The Salamander (1973). Escribió un libro de no ficción, Scandal in the Assembly: A Bill of Complaints and a Proposal for Reform of the Matrimonial Laws and Tribunals of the Roman Catholic Church (1970, con Robert Francis).
Escribió una obra de teatro , The Heretic, basada en Giordano Bruno, que se representó en los escenarios de Londres en 1973. Otras novelas incluyeron Harlequin (1974), The Navigator (1976),  Proteus (1979) and The Clowns of God (1981). En 1978 vivía en Inglaterra, Nueva York e Italia y dijo: "Soy australiano por origen, por identidad, en modales. Nunca he sentido ninguna destrucción o disminución de mi identidad por tener una educación europea, o por adquirir fluidez en tres idiomas y vivir en el extranjero". Su anticipo de The Clowns of God fue de £ 100.000. Para 1981, sus libros habían vendido más de 25 millones de copias.
West escribió la obra The World is Made of Glass en 1982 para el Festival de Adelaida y la convirtió en novela, que se publicó al año siguiente.

### Regreso a Australia
En 1982, West regresó a su hogar en Australia. Entre sus novelas posteriores se encuentran Cassidy (1986) (que se convirtió en una miniserie), Masterclass (1988), Lazarus (1990), The Ringmaster (1991) y The Lovers (1993).
En 1993, West anunció que había escrito su último libro y se celebró una cena formal de despedida en su honor. Sin embargo, se dio cuenta de que no podía retirarse como había planeado y escribió otras tres novelas y dos libros de no ficción: Vanishing Point (1996) y Eminence (1998), además de una antología titulada Images and Inscriptions (1997) y sus memorias A View from the Ridge: The Testimony of a Twentieth-century Pilgrim (1996).
Morris West murió mientras trabajaba en su escritorio sobre los capítulos finales de su novela The Last Confession, sobre el juicio y la prisión de Giordano Bruno, quien fue quemado en la pira por herejía en 1600. Bruno fue una figura por quien West sintió una gran simpatía e incluso identificación; se publicó póstumamente en 2000.
Sus libros a menudo se han enfocado en la política internacional y el papel de la Iglesia católica en los asuntos internacionales. En uno de sus trabajos más famosos, Las sandalias del pescador, anticipó la elección de un papa eslavo, quince años antes de la asunción de Karol Wojtyła como Juan Pablo II. En 1998, West publicó la novela Eminencia, donde nuevamente augura la llegada de un papa, en este caso es la del cardenal argentino Bergoglio, el actual papa Francisco.

### Ficción
- La luna en el bolsillo (1945) (usando el seudónimo de "Julian Morris")
- Patíbulos en la arena (1956)
- Kundu (1956)
- El caso Orgagna (1957)
- The Big Story (1957)
- La segunda victoria (1958)
- McCreary Moves In (1958, también conocida como 'La concubina', usando el seudónimo de "Michael East")
- El abogado del diablo (1959)
- El país desnudo (1960, usando el seudónimo de "Michael East")
- Hija del silencio (1961)
- Las sandalias del pescador (1963)
- El embajador (1965)
- La torre de Babel (1968)
- Sutnis (1969)
- El verano del lobo rojo (1971)
- La salamandra (1973)
- Arlequín (1974), ISBN 978-84-936740-2-1
- El navegante (1976). Reeditado por Nabla Ediciones (2009) ISBN 978-84-92461-37-0
- Proteo (1979), sobre los desaparecidos durante el Terrorismo de Estado
- Los bufones de Dios (1981)
- El mundo es de cristal (1983)
- Dios salve su alma (Cassidy) (1986)
- Masterclass (1988)
- Lázaro (1990)
- El maestro de ceremonias (1991)
- El ojo del samurái (1992)
- Los amantes (1993)
- Al final del camino (Vanishing point) (1996)
- Eminencia (1998), ISBN 0-7322-6704-8
- La última confesión (2000, publicación póstuma), ISBN 0-7322-6595-9

### Drama
- The Mask of Marius Melville (1945)
- The Prince of Peace
- Trumpets in the Dawn
- Genesis in Juddsville
- El ilusionista (1955)
- El abogado del diablo (1961)
- Hija del silencio (1962)
- El Hereje (1969)
- El mundo es de cristal (1982)

### No ficción
- 1956, Hijos del sol
- 1971, Scandal in the Assembly
- 1996, A View from the Ridge
- 1997, Images & Inscriptions

### Adaptaciones cinematográficas
- Las sandalias del pescador (1968)
- El abogado del diablo (1978)
- El país desnudo (1984)
- The Second Victory (1986)
- Dios salve su alma (Cassidy) (1989)
- La salamandra roja  (1981)